# 牧野容也
牧野 容也（まきの まさや、1984年7月31日 - ）は、日本の音楽家、シンガーソングライター、ギタリスト。愛知県名古屋市出身、山梨県在住。早起きが得意、三児の父。
20代よりギタリストとして小鳥美術館、Hei Tanaka、GUIROなどのバンドに参加し活動を継続。2021年よりシンガーソングライターとしての活動を開始、2022年から3年続けてオリジナルアルバムをリリース。2024年12月、渋谷WWW での単独公演を成功に収める。

## 来歴
14歳からギターを始め、16歳で初めてステージを経験。20代より約20年間、ギタリストとして小鳥美術館、GUIRO、Hei Tanaka、山口春奈(Dew)など様々なバンド、サポートで活動の幅を広げる。2021年に名古屋から山梨へ移住。同じく2021年からシンガーソングライターとしての活動を本格的に開始。自主レーベル「Hippo Label」を立ち上げ、2022年から3年続けてオリジナルアルバムをリリース。バンドセットでのリリースツアー、弾き語りライブツアーなど精力的な活動を続けている。（こちらではソロ活動中心に記載）

## ディスコグラフィー

### 7インチレコード
|     | 発売日        | タイトル                          | 規格品番 | 備考                                                                                                |
| --- | ------------- | --------------------------------- | -------- | --------------------------------------------------------------------------------------------------- |
| 1st | 2025年6月10日 | 偏西風/線(Live at WWW 2024.12.10) | HIPO-004 | Mix-sideA：原真人 Mix-sideB：三八亭と影 Mastering：風間萌(Studio Chatri) Illustration：ダテユウイチ |

### シングル
|     | 配信日       | タイトル             | 規格品番 | 備考                                                                 |
| --- | ------------ | -------------------- | -------- | -------------------------------------------------------------------- |
| 1st | 2024年6月5日 | パレードwithわがつま |          | 7月リリース3rdアルバム「Familiar」から先行シングルとしてデジタル配信 |

## 主なライブ・イベント
- 2021年
  - 4月27日 1stEP 『グッド・バイ』リリース[3]
  - 5月29日 1st EP『グッド・バイ』リリースパーティーat 小岩bushbash[4]
  - 9月10日 「STスポットオープンデーvol.1 場所と音楽－劇場でつくる－」
9月10日～9月12日ディレクターに作曲家・西井夕紀子を迎え
さまざまなミュージシャンと共に曲作りを行い、その過程ごと公開していく企画。
9月10日の「マキノサンデー」に登場。[5]

- 2022年
  - 5月31日 ミニアルバム 『view』をデジタルリリース。全4曲ギターインスト曲収録[6]
  - 7月13日 1stアルバム 『the Odyssey』リリース[7]
  - 「the Odyssey」東名阪リリースツアー開催
牧野容也 bandset(Key.谷口雄/Ba.カナミネケイタロウ/Dr.あだち麗三郎)
    - 9月6日 東京編 at 代官山晴れたら空に豆まいて
    - 9月10日 名古屋編 at 鶴舞kd japon[8]
    - 9月21日 大阪編 at 塚本エレバディ

  - 10月1日SOCIAL CASTLE MARKET2022 出演[9]
  - 11月13日 自主企画"人間交差点”出演 at 川口senkiya　
出演：古川麦/中川理沙/牧野容也
  - 12月 弾き語りツアー「ネバーフッドの謎」開催
    - 12月3日 宝塚ギャラリーAHSO
    - 12月4日 松江NU w/多久和千絵/DJ：yamao,KUNTARO
    - 12月5日 鳥取 喫茶ミラクル別館

  - 12月11日 牧野容也×山口春奈クリスマスライブ2022「柊の集い」開催 at ふきの庭
  - 12月17日 Live in Seoul at 広津区メイローズマカロン
SNSをきっかけに韓国で初の海外ライブを敢行、成功を収める[10]

- 2023年
  - 5月21日 牧野容也×青山陽一ライブ at 下北沢lete
  - 6月14日 2ndアルバム 『City』リリース[11]
  - 6月23日 リリースライブ名古屋公演 at 金山ブラジルコーヒー bandset w/sitaq
  - 6月30日 リリースライブ東京公演 at 代官山晴れたら空に豆まいて
bandset w/飯島はるか
牧野容也 bandset(Pf谷口雄 Baカナミネケイタロウ Drあだち麗三郎)
  - 7月16日 ギタークリニック開催 at 名古屋ムテの秘密基地
  - 9月2日 牧野容也/ERWITライブ at 下北沢lete
  - 8月12日 夏のフェス「潮干狩り」出演 at 横須賀飯島商店
  - 2ndアルバム「City」リリースライブ～弾き語り編～開催
    - 8月26日 仙台OF HOTEL　w/皆木大知(yumbo)
    - 8月27日 埼玉久喜Cafe couwa　w/ わがつま

  - 9月14日 リリースライブ甲府公演 at甲府 桜座 bandset w/浮(bouy)[12]
  - 9月17日 リリースライブ神戸公演 at Pub Chelsea bandset w/たゆたう/ワタンベ
  - 9月18日 リリースライブ岡山公演 ”何度ゆめから覚めても”at 岡山KAMP
bandset w/真舟とわ with ヒュードロドン/青木泰憲と点線の星座/DJ:HAPPFAT
  - 9月30日 coffee and pastry 追憶 presents 「秋の芸術鑑賞会」出演
at 名古屋市港区 NUCO
  - 10月18日 小音量のライブイベント「It's small sounds！」開催 at 神保町試聴室
出演：牧野容也 bandset(Key.谷口雄/Ba.カナミネケイタロウ/Dr.あだち麗三郎)
 w/kiss the gambler
  - 10月19日 Hippo label presents 「Call me」at 松本Give me Little more.
 出演：牧野容也 bandset(Key.谷口雄/Ba.カナミネケイタロウ/Dr.あだち麗三郎)
w/高井息吹/金沢里花子（from コスモス鉄道）
  - 10月28日・10月29日 HISAYAアートフェスタ出演 トーク＆ミニライブ[13]
  - 10月29日 牧野容也+カナミネケイタロウ「座標軸」at 新栄parlwr w/Eri Nagami
  - 2ndアルバム『City』 リリースライブ～弾き語り編～沖縄 開催
    - 11月10日 宜野湾 REEF KNOT COFFEE
    - 11月12日 浜比嘉 本と商い、ある日

  - 2ndアルバム『City』 リリースライブ 関西・山陰ツアー開催
    - 12月8日 鳥取チャイベヤ 出演：牧野容也+カナミネケイタロウ・長久保恭平
    - 12月9日 島根 句読点 出演:牧野容也+カナミネケイタロウ・多久和千絵
    - 同日 お雑煮ラジオ公開収録 at 句読点 トークテーマ「あなたの好きな本をおしえて！」
    - 12月10日 宝塚ギャラリーAHSO 出演:牧野容也+カナミネケイタロウ・多久和千絵
    - ※牧野容也は体調不良のため、本人不在の中、イベントは敢行。⇒このツアーの約束を果たすため、2024年1月、平熱の山陰ツアー「Let me see too」開催。

  - 12月12日 Hippo label presents 「stewed on heart(h)」at 渋谷7thFLOOR
牧野容也 bandset(Key.谷口雄/Ba.カナミネケイタロウ/Dr.あだち麗三郎) w/シュガーダンス

- 2024年
  - 1月九州ライブツアー開催
    - 1月27日 糸島 いとの森の歯科室　出演：牧野容也、浮（bouy)
    - 1月28日 熊本 tsukimi「うつわのなかでうきしずみ」
出演：牧野容也、浮（bouy）、しみずけんた
    - 1月29日 MINOU BOOKS 久留米　出演：牧野容也、浮（bouy)

  - 4月19日 牧野容也×Agua presents“Play on 2nd Floor”at Aqua
出演：牧野容也withカナミネケイタロウ、ムルヒ（弾き語りソロ)、
DJ:Ohta/おやつ:コーヒームテ
  - 4月平熱の山陰ツアー「Let me see too」
    - 4月20日 鳥取 チャイベヤ 出演：牧野容也+カナミネケイタロウ、長久保恭平
    - 4月21日 島根 句読点 出演：牧野容也+カナミネケイタロウ、多久和千絵

  - 4月23日 京都エンゲルスガール
真舟とわと牧野容也とカナミネケイタロウの音楽会
  - 6月5日 7月リリース3rdアルバム『Familiar』から
先行シングル『パレードwithわがつま』を配信リリース[14]
  - 7月7日 『When you wish Acoustic Guitar』弾き語りイベントに参加。
共演：坂口諒(k.k.house)、オオニシレイジ(Nagakumo)、大塚真太朗(生活の設計)
、古賀礼人(ゴリラ祭ーズ)
  - 7月17日 3rdアルバム『Familiar』をリリース[15]
  - 7月16日 3rdアルバム『Familiar』リリースフライングライブ
 at 代官山晴れたら空に豆まいて 牧野容也bandset w/MURABANKU。
リリース前日にライブを開催し、ライブ後にリリースした作品を手に取ってもらうという
挑戦的なライブとなった。
  - 7月17日 3rdアルバム『Familiar』リリース当日ライブat 名古屋 得三
 bandset w/わがつま
  - 8月3日 3rdアルバム『Familiar』リリースライブ～山梨編～ at 甲府 桜座
 bandset w/高井息吹
  - 8月4日 3rdアルバム「Familiar」リリースライブ～大阪編～ at 大阪 エルナージ
 bandset w/ゴリラ祭ーズ
牧野容也 bandset(Pf.谷口雄/Ba.カナミネケイタロウ/Dr.あだち麗三郎)
  - 3rdアルバム『Familiar』～弾き語り編～開催
    - 8月11日 宇都宮 Punto-大谷町食堂- w/伊藤尚毅
    - 8月12日 埼玉久喜 cafeacouwa w/わがつま
    - 8月30日 仙台OF HOTEL「夜のお茶会ライブ」
    - 8月31日 秋田 「おいしい音楽、たのしい献立」
【共演】英心【お料理】種と実　at みきょう
    - 9月1日 八戸 Patrie-パトリ　w/wagastaz/THE.VISIT/DJ Po

  - 10月6日 むらかみなぎさ「第六回 裏庭」at 所沢MOJOに出演
  - 3rdアルバム『Familiar』リリースライブ 浜松・京都・鳥取編 開催
    - 10月12日 浜松 エスケリータ68 出演：牧野容也＋カナミネケイタロウ、pico crown
    - 10月13日 京都 エンゲルスガール
出演：牧野容也＋カナミネケイタロウ、オオニシレイジ(nagakumo)
    - 10月14日 鳥取 チャイベヤ 出演：牧野容也＋カナミネケイタロウ、長久保恭平

  - 3rdアルバム『Familiar』沖縄リリースツアー開催。
    - 11月1日　PARK SESSION vol.01-SPECIAL LIVE- at HONNO PARK(ART GALLERY)に出演。
    - 11月2日 宜野湾 REEF KNOT COFFEE
出演:牧野容也＋カナミネケイタロウ、DJ:にゃろめけりー
    - 11月3日 浜比嘉 本と商い、ある日
出演:牧野容也＋カナミネケイタロウ、DJ:にゃろめけりー
    - 11月4日 浦添 LIVE cafe JULY
出演:牧野容也＋カナミネケイタロウ、比嘉舜太朗（from HoRookies）
    - 11月15日 音楽とお酒　牧野容也弾き語りライブ mame mura coffee

  - 3rdアルバム『Familiar』リリース単独ライブ　at 渋谷WWW  12月10日開催。
出演：Vo.Gt 牧野容也 、Pf/Gt谷口雄、Ba/Gtカナミネケイタロウ、Dr/Gtあだち麗三郎
Vlnイガキアキコ、Vib影山朋子、Voわがつま、Vo浮(bouy)
DJ:HAPPFAT/VJ:onnacodomo[16][17]

### 企画立ち上げ
「3rdアルバムの完成と、渋谷WWW での発売記念ライブまでの道のりを楽しむ会」発足。
略して「3Ｗ会」。アルバム制作と、発売記念ライブの制作の過程をinstagramアカウントでつぶさに公開、完成、本番までのプロセスそのものを表現として楽しんでもらおうと考えた。
2024年11月16日 WWW での単独リリースLIVEの特設ページを立ち上げ、作品の紹介やリリースライブの軌跡、出演者とのインスタライブなどリリースライブに関わる情報を確認することが出来るものとなっている。
一年を通しての取り組みの成果が2024年12月10日のライブで形となり、ライブは好評を博した上で、次の活動に期待が寄せられている。
- 2025年
  - 1月1日 沖縄宜野湾 REEF KNOT COFFEE 
「きらくにのんき3」〜ことしもよろしくね〜出演
  - 1月18日 「雑煮会 AHSO」会場:宝塚AHSO
出演:牧野容也、カナミネケイタロウ、多久和千絵
  - 1月19日 「お雑煮会 句読点」会場:出雲市 句読点
出演:牧野容也、カナミネケイタロウ、多久和千絵
  - 1月21日 「ドッペルゲンガー」会場：鶴舞k.d japon
出演:牧野容也+カナミネケイタロウ、スティーブジャクソン
  - 3月9日　NORDISK CAMP SUPPLY STORE SETAGAYA THE PARTY
 LIVE弾き語りにて出演
  - 5月9日　瑛人×牧野容也 出演：瑛人（Gt.長崎真吾 Ba.カナミネケイタロウ Dr.gnkosai）/牧野容也（Syn.聖澤聡a.k.aスティーブジャクソン Ba.カナミネケイタロウ）会場：stiff slack
  - Side By Side ふたり乗りツアー/横沢ローラ＆牧野容也
    - 5月30日 静岡磐田カフェカマラ
 w/θ(シータ)
    - 5月31日 山梨甲府ハーパーズミル
    - 6月1日  長野富士見町 埋め草

  - 6月29日 Hippo Label presentsmasaya makino”People Who on Board”
出演：牧野容也(谷口雄、カナミネケイタロウ)、でらうえ家とかげ DJ：HAPPFAT、モリタミカ

  - 8月2日　牧野容也/doodad at music Bar S.O.Ra.

## ラジオ・ポッドキャスト
LIVE共演などをきっかけに、意気投合したSSW多久和千絵と一緒に
ラジオ番組「お雑煮ラジオ」をスタート。初回は2023年1月19日spotify等で配信開始
通常回はリモートで収録しているため、タイトルコールが揃った時は神回などと称え合う事になる。
| レギュラー配信        | 配信日         | テーマ                                       | ゲスト                    | 備考                                 |
| --------------------- | -------------- | -------------------------------------------- | ------------------------- | ------------------------------------ |
| 通常第1回             | 2023年1月19日  | 2023年にやりたい事は？                       |                           |                                      |
| 通常第2回             | 2023年2月2日   | 最近、嫉妬したことは？                       | Hei Tanaka 田中馨         |                                      |
| 通常第3回             | 2023年2月16日  | 旅をするならどこに行きたい？                 |                           |                                      |
| 通常第4回             | 2023年3月2日   | あなたがやってる健康法を教えて！             | 桐沢暁                    |                                      |
| 通常第5回             | 2023年3月15日  | あなたのメンタル健康法は？                   | 吉田悠樹                  |                                      |
| 通常第6回             | 2023年4月6日   | 最近始めたことは？                           | 東郷清丸                  |                                      |
| 通常第7回             | 2023年4月19日  | 会話の折り畳み方など四方山話                 |                           |                                      |
| 通常第8回             | 2023年5月10日  | あなたのワクワクすること、したことを教えて！ | 小嶋まり                  |                                      |
| 通常第9回             | 2023年5月24日  | 最近しでかしたことは？                       | 川村真純                  |                                      |
| 特別回 【お節ラジオ】 | 2023年6月14日  | あなたの快眠法教えて！                       | 片想い 片岡シン・オラリー | 収録の模様をインスタライブで生配信   |
| 通常第11回            | 2023年6月28日  | あなたの神秘体験おしえて！                   |                           |                                      |
| 通常第12回            | 2023年7月13日  | あなたの好きな漫画教えて！                   | 岡江真一郎                |                                      |
| 通常第13回            | 2023年7月26日  | あなたの住みたい街教えて！                   |                           |                                      |
| 通常第14回            | 2023年8月11日  | この夏のオススメ教えて！                     |                           |                                      |
| 通常第15回            | 2023年8月30日  | 怖い話特集！                                 | ケイタイモ                |                                      |
| 通常第16回            | 2023年9月7日   | あなたの〇〇の秋を教えて！                   |                           |                                      |
| 通常第17回            | 2023年9月28日  | おすすめの映画を教えて！                     | 浮(bouy)                  |                                      |
| 通常第18回            | 2023年10月23日 | 循環の話など四方山話                         |                           |                                      |
| 通常第19回            | 2023年11月4日  | 12月のツアーの話など四方山話                 | カナミネケイタロウ        |                                      |
| 通常第20回            | 2023年11月22日 | レジェンドの話など四方山話                   |                           |                                      |
| 特別回 公開収録       | 2023年12月14日 | 好きな本教えて！                             | カナミネケイタロウ        | 出雲市の書店 句読点さん 初の公開収録 |
| 通常22回 最終回       | 2024年1月9日   | 年末年始の話など四方山話                     |                           |                                      |

| 特別配信 | 配信日        | テーマ                                    | ゲスト                               | 備考                                    |
| -------- | ------------- | ----------------------------------------- | ------------------------------------ | --------------------------------------- |
| 1.       | 2024年2月20日 | 北北西に雲と往け、7巻初内勝手に記念お茶会 | 牧野容也、浮(bouy)、maco marets      |                                         |
| 2.       | 2024年4月22日 | 思い出の食べ物は？                        | カナミネケイタロウ、句読点の嶋田さん | お雑煮ラジオ公開収録 at出雲市句読点さん |
| 3.       | 2024年7月12日 | BONUS TRACKで開催のお雑煮横丁から         | 牧野容也、多久和千絵                 | お雑煮ラジオ公開収録 atBONUS TRACK      |

### イベント
2024年7月10日 ポップアップイベント開催 at下北沢BONUS TRACK 
牧野容也と多久和千絵のお雑煮ラジオが電波を飛び出して横丁に。一夜限りのスナック営業「スナックお雑煮」や、牧野容也と多久和による投げ銭ライブ。ポッドキャストの公開収録と内容盛りだくさんで開催。出雲の書店句読点も東京初出店。横丁では出雲の地酒・クラフトビールやおつまみ、山梨のワインやクラフトビールなども提供。まさに『伸びてゆく、おいしい時間』だった。

## 所属バンド
- 小鳥美術館（2004年 - 2020年）
- GUIRO（2017年 - )
- Hei Tanaka（2016年 - )

## 動画

### ミュージックビデオ
- 「build it up」

### ライブ動画
- 2023年8月27日 - 牧野容也とわがつま/秘密 「City」 リリースライブ＠カフェクウワ
- 2023年9月14日 - 牧野容也と浮/ここにおいで 「City」 リリースライブ＠甲府桜座
- 2024年7月17日 - 牧野容也とわがつま/パレード 「Familiar」リリース当日ライブ＠名古屋得三
- 2024年7月17日 - 牧野容也/むすんでひらいて「Familiar」リリース当日ライブ＠名古屋得三
- 2024年12月10日 - 牧野容也/偏西風「Familiar」単独リリースライブ＠渋谷WWW